# Премія Японської академії
Премія Японської академії (яп. 日本アカデミー賞, ніппон академі: сьо:) — найвища кінонагорода Японії, яку  починаючи з 1978 року щорічно присуджує Асоціація премії Японської Академії (Nippon Academy-sho association) за видатні досягнення в японському кінематографі. Більшість категорій премії аналогічні до категорій премії «Оскар» американської кіноакадемії.
Статуетка Премії Японської академії має розміри 27 см × 11 см × 11 см.

## Категорії премії
- Найкращий фільм року / 作品賞
- Найкращий анімаційний фільм року / アニメーション作品賞
- Найкращий режисер року / 監督賞
- Найкращий сценарій року / 脚本賞
- Видатне виконання головної чоловічої ролі / 主演男優賞
- Видатне виконання головної жіночої ролі / 主演女優賞
- Видатне виконання чоловічої ролі другого плану / 助演男優賞
- Видатне виконання жіночої ролі другого плану / 助演女優賞
- Видатні досягнення у створенні музики до фільму / 音楽賞
- Видатні досягнення в операторській майстерності / 撮影賞
- Видатні досягнення в освітленні / 照明賞
- Видатні досягнення в оформленні фільму / 美術賞
- Видатні досягнення у звукозаписі / 録音賞
- Видатні досягнення у монтажі / 編集賞
- Найкращий фільм іноземною мовою / 外国作品賞
- Новачок року / 新人俳優賞
- Премія «Популярність» /
- Почесний приз від Асоціації / 協会栄誉賞
- Спеціальний приз від голови журі / 会長特別賞
- Спеціальний приз від Асоціації / 協会特別賞

Премії в категорії «Найкращий фільм іноземною мовою» здобували, зокрема, стрічки Стівена Спілберга, Романа Полянського, Джеймса Кемерона, Клінта Іствуда, Серджо Леоне, Бернардо Бертолуччі, Тома Гупера та ін.

## Премія Японської за найкращий фільм року
| №. | Рік  | Українська назва                    | Японська назва                              | Режисер                     |
| -- | ---- | ----------------------------------- | ------------------------------------------- | --------------------------- |
| 1  | 1977 | Жовта хустина щастя                 | 幸福の黄色いハンカチ                        | Йоджі Ямада                 |
| 2  | 1978 | Інцидент                            | 事件                                        | Йошітаро Номура             |
| 3  | 1979 | Помста за мною                      | 復讐するは我にあり                          | Сьохей Імамура              |
| 4  | 1980 | Циганські мотиви                    | ツィゴイネルワイゼン                        | Сейджюн Сузукі              |
| 5  | 1981 | Станція                             | 駅                                          | Ясуо Фурухата               |
| 6  | 1982 | Офірний цап                         | 蒲田行進曲                                  | Кінджі Фукасаку             |
| 7  | 1983 | Легенда про Нараяму                 | 楢山節考                                    | Сьохей Імамура              |
| 8  | 1984 | Похорон                             | お葬式                                      | Юдзьо Ітамі                 |
| 9  | 1985 | Сірий захід                         | 花いちもんめ                                | Шунья Іто                   |
| 10 | 1986 | Будинок у вогні                     | 火宅の人                                    | Кінджі Фукасаку             |
| 11 | 1987 | Збирачка податків                   | マルサの女                                  | Юдзьо Ітамі                 |
| 12 | 1988 | Шовковий шлях                       | 敦煌                                        | Джунья Сато                 |
| 13 | 1989 | Чорний дощ                          | 黒い雨                                      | Сьохей Імамура              |
| 14 | 1990 | Отроцтво                            | 少年時代                                    | Масахіро Шінода             |
| 15 | 1991 | Син                                 | 息子                                        | Йоджі Ямада                 |
| 16 | 1992 | Сумо дістало!                       | シコふんじゃった。                          | Масаяюкі Суо                |
| 17 | 1993 | Школа                               | 学校                                        | Йоджі Ямада                 |
| 18 | 1994 | Пік зради                           | 忠臣蔵外伝 四谷怪談                         | Кінджі Фукасаку             |
| 19 | 1995 | Післяобідній заповіт                | 午後の遺言状                                | Кането Шіндо                |
| 20 | 1996 | Потанцюємо?                         | ダンス?                                     | Масаюкі Суо                 |
| 21 | 1997 | Принцеса Мононоке                   | もののけ姫                                  | Хаяо Міядзакі               |
| 22 | 1998 | Жебрацтво для любові                | 愛を乞うひと                                | Хідеюкі Хіраяма             |
| 23 | 1999 | Залізничник                         | 鉄道員                                      | Ясуо Фурухата               |
| 24 | 2000 | Після дощу                          | 雨あがる                                    | Такаші Коідзумі             |
| 25 | 2001 | Сен і Тіхіро у полоні духів         | 千と千尋の神隠し                            | Хаяо Міядзакі               |
| 26 | 2002 | Похмурий самурай                    | たそがれ清兵衛                              | Йоджі Ямада                 |
| 27 | 2003 | Останній меч самурая                | 壬生義士伝                                  | Йоджіро Такіта              |
| 28 | 2004 | Половина сповіді                    | 半落ち                                      | Кійоші Сасабе               |
| 29 | 2005 | Захід на Третій вулиці              | 三丁目の夕日                                | Такаші Ямадзакі             |
| 30 | 2006 | Хула дівчата                        | フラガール                                  | Лі Сан Іль                  |
| 31 | 2007 | Вежа Токіо: Мама і я, та іноді тато | 東京タワー 〜オカンとボクと、時々、オトン〜 | Йоджі Мацуока               |
| 32 | 2008 | Відбуття                            | おくりびと                                  | Йохіро Такіта               |
| 33 | 2009 | Shizumanu Taiyō                     | 沈まぬ太陽                                  | Сецуро Вакамацу             |
| 34 | 2010 | Визнання                            | 告白                                        | Теція Накашіма              |
| 35 | 2011 | Цикада восьмого дня                 | 八日目の蝉                                  | Іджуру Нарушіма             |
| 36 | 2012 | Кірішіма Річ                        | 桐島、部活やめるってよ                      | Дайхачі Йошіда              |
| 37 | 2013 | Великий пасаж                       | 舟を編む                                    | Юя Ішії                     |
| 38 | 2014 | Вічний Нуль                         | 永遠の0                                     | Такаші Ямадзакі             |
| 39 | 2015 | Наша молодша сестричка              | 海街diary                                   | Хірокадзу Корееда           |
| 40 | 2016 | Ґодзілла                            | シン・ゴジラ                                | Хідеакі Анно, Сіндзі Хігуті |